# Valencianas de Juncos 2023
Questa voce raccoglie le informazioni riguardanti le Valencianas de Juncos nella stagione 2023.

## Stagione
Le Valencianas de Juncos il loro diciottesimo campionato di Liga de Voleibol Superior Femenino: si qualificano ai play-off scudetto grazie al sesto posto in regular season, ma vengono eliminate in tre gare ai quarti di finale dalle Changas de Naranjito.

## Organigramma societario
Area direttiva
- Presidente: Melvin Cabrera

Area tecnica
- Allenatore: Gerardo de Jesús

## Rosa
| N° | Nome                 | Ruolo | Data di nascita  | Nazionalità sportiva |
| -- | -------------------- | ----- | ---------------- | -------------------- |
| 1  | Carola Biver         | S     | 6 maggio 1997    | Porto Rico           |
| 2  | Natalie Hayward      | P     | 30 agosto 2000   | Stati Uniti          |
| 3  | Rosemarie Rivera     | C     | -                | Porto Rico           |
| 4  | Girnelis Díaz        | L     | -                | Porto Rico           |
| 6  | Jocelyn Kuilan       | O     | 8 dicembre 1997  | Porto Rico           |
| 7  | Madison Cruzado      | L     | 13 novembre 1998 | Porto Rico           |
| 8  | Paola Rojas          | C     | 26 gennaio 1996  | Porto Rico           |
| 10 | Sabrina Starks       | O     | 10 luglio 2000   | Stati Uniti          |
| 10 | Soreily Ortiz        | P     | 21 giugno 2000   | Porto Rico           |
| 11 | Legna Hernández      | S     | 18 luglio 1991   | Porto Rico           |
| 12 | María Fernanda López | P     | 23 febbraio 2000 | Porto Rico           |
| 13 | Noami Santos         | S     | 29 novembre 1993 | Porto Rico           |
| 16 | Naya Gros            | C     | 17 giugno 2000   | Stati Uniti          |
| 17 | Keishlyann Sánchez   | S     | 9 novembre 2001  | Porto Rico           |
| 19 | Paulina Prieto       | O     | 25 gennaio 1994  | Porto Rico           |

## Mercato
| Acquisti | Acquisti             | Acquisti                | Acquisti   |
| R.       | Nome                 | da                      | Modalità   |
| -------- | -------------------- | ----------------------- | ---------- |
| S        | Carola Biver         | -                       | definitivo |
| P        | Natalie Hayward      | Tennessee               | definitivo |
| C        | Rosemarie Rivera     | -                       | definitivo |
| L        | Madison Cruzado      | -                       | definitivo |
| C        | Paola Rojas          | Changas de Naranjito    | definitivo |
| O        | Sabrina Starks       | Pittsburgh              | definitivo |
| S        | Legna Hernández      | Changas de Naranjito    | definitivo |
| P        | María Fernanda López | UPR Mayagüez            | definitivo |
| C        | Naya Gros            | Minnesota               | definitivo |
| S        | Noami Santos         | Heidelberg              | definitivo |
| P        | Soreily Ortiz        | Cangrejeras de Santurce | definitivo |

| Cessioni | Cessioni             | Cessioni                | Cessioni   |
| R.       | Nome                 | a                       | Modalità   |
| -------- | -------------------- | ----------------------- | ---------- |
| P        | Natalia Valentín     | Cangrejeras de Santurce | definitivo |
| C        | Ivonessa García      | -                       | ritirata   |
| S        | Áurea Cruz           | Changas de Naranjito    | definitivo |
| C        | Jennifer Quesada     | -                       | ritirata   |
| C        | Taylor Sandbothe     | Criollas de Caguas      | definitivo |
| L        | Stephanie Salas      | Criollas de Caguas      | definitivo |
| P        | Wilmarie Rivera      | Vilsbiburg              | definitivo |
| S        | Noami Santos         | Heidelberg              | definitivo |
| S        | Vanessa Vélez        | -                       | ritirata   |
| S        | Leah Edmond          | Athletes Unlimited      | definitivo |
| O        | Sabrina Starks       | -                       | svincolata |
| P        | María Fernanda López | -                       | svincolata |

## Risultati

### LVSF

#### Regular season
| 2 febbraio 2023 Coliseo Salvador Dijols, Ponce         | Leonas de Ponce         | 0 - 3 | Valencianas de Juncos   | 18-25, 12-25, 23-25               |
| 4 febbraio 2023 Coliseo Rafael Amalbert, Juncos        | Valencianas de Juncos   | 0 - 3 | Cangrejeras de Santurce | 21-25, 24-26, 17-25               |
| 11 febbraio 2023 Coliseo Rafael Amalbert, Juncos       | Valencianas de Juncos   | 2 - 3 | Pinkin de Corozal       | 25-20, 25-21, 21-25, 22-25, 13-15 |
| 15 febbraio 2023 Coliseo Juan Aubín Cruz Abreu, Manatí | Atenienses de Manatí    | 3 - 1 | Valencianas de Juncos   | 25-18, 22-25, 25-18, 25-19        |
| 23 febbraio 2023 Coliseo Rafael Amalbert, Juncos       | Valencianas de Juncos   | 0 - 3 | Changas de Naranjito    | 19-25, 22-25, 23-25               |
| 25 febbraio 2023 Coliseo Rafael Amalbert, Juncos       | Valencianas de Juncos   | 3 - 1 | Leonas de Ponce         | 25-20, 25-27, 25-18, 25-21        |
| 2 marzo 2023 Coliseo Rafael Amalbert, Juncos           | Valencianas de Juncos   | 3 - 2 | Criollas de Caguas      | 20-25, 25-19, 13-25, 25-16, 15-9  |
| 4 marzo 2023 Coliseo Carmen Zoraida Figueroa, Corozal  | Pinkin de Corozal       | 3 - 0 | Valencianas de Juncos   | 25-23, 25-20, 25-16               |
| 8 marzo 2023 Coliseo Rafael Amalbert, Juncos           | Valencianas de Juncos   | 2 - 3 | Atenienses de Manatí    | 22-25, 25-23, 17-25, 25-23, 9-15  |
| 12 marzo 2023 Coliseo Gelito Ortega, Naranjito         | Changas de Naranjito    | 3 - 0 | Valencianas de Juncos   | 27-25, 25-17, 25-20               |
| 15 marzo 2023 Coliseo Salvador Dijols, Ponce           | Leonas de Ponce         | 1 - 3 | Valencianas de Juncos   | 25-22, 18-25, 22-25, 23-25        |
| 18 marzo 2023 Coliseo Rafael Amalbert, Juncos          | Valencianas de Juncos   | 0 - 3 | Cangrejeras de Santurce | 22-25, 19-25, 23-25               |
| 19 marzo 2023 Coliseo Juan Aubín Cruz Abreu, Manatí    | Atenienses de Manatí    | 3 - 0 | Valencianas de Juncos   | 25-19, 26-24, 25-20               |
| 23 marzo 2023 Coliseo Roberto Clemente, San Juan       | Cangrejeras de Santurce | 3 - 1 | Valencianas de Juncos   | 27-25, 25-23, 23-25, 25-19        |
| 25 marzo 2023 Coliseo Roger L. Mendoza, Caguas         | Criollas de Caguas      | 3 - 0 | Valencianas de Juncos   | 25-23, 25-11, 25-15               |
| 29 marzo 2023 Coliseo Rafael Amalbert, Juncos          | Valencianas de Juncos   | 3 - 2 | Changas de Naranjito    | 23-25, 25-20, 25-16, 15-25, 15-11 |
| 31 marzo 2023 Coliseo Rafael Amalbert, Juncos          | Valencianas de Juncos   | 1 - 3 | Pinkin de Corozal       | 25-27, 21-25, 26-24, 20-25        |
| 2 aprile 2023 Coliseo Roger L. Mendoza, Caguas         | Criollas de Caguas      | 3 - 0 | Valencianas de Juncos   | 25-19, 25-16, 25-22               |

#### Play-off
| Quarti di finale (gara 1) - 9 aprile 2023 Coliseo Gelito Ortega, Naranjito  | Changas de Naranjito  | 3 - 0 | Valencianas de Juncos | 25-18, 25-22, 25-22 |
| Quarti di finale (gara 2) - 10 aprile 2023 Coliseo Rafael Amalbert, Juncos  | Valencianas de Juncos | 0 - 3 | Changas de Naranjito  | 22-25, 22-25, 13-25 |
| Quarti di finale (gara 3) - 12 aprile 2023 Coliseo Gelito Ortega, Naranjito | Changas de Naranjito  | 3 - 0 | Valencianas de Juncos | 25-16, 25-20, 25-17 |

## Statistiche

### Statistiche di squadra
| Competizione | Punti | In casa | In casa | In casa | In trasferta | In trasferta | In trasferta | Totale | Totale | Totale |
| Competizione | Punti | G       | V       | P       | G            | V            | P            | G      | V      | P      |
| ------------ | ----- | ------- | ------- | ------- | ------------ | ------------ | ------------ | ------ | ------ | ------ |
| LVSF         | 15    | 10      | 3       | 7       | 11           | 2            | 9            | 21     | 5      | 16     |
| Totale       | -     | 10      | 3       | 7       | 11           | 2            | 9            | 21     | 5      | 16     |

G = partite giocate; V = partite vinte; P = partite perse